# Ohtalampi (sjö i Kajanaland)
Ohtalampi är en sjö i Finland. Den ligger i kommunen Puolango i landskapet Kajanaland, i den centrala delen av landet, 500 km norr om huvudstaden Helsingfors. Ohtalampi ligger 192,2 meter över havet. Den är 2,7 meter djup. Arean är 66,8 hektar och strandlinjen är 3,83 kilometer lång. Sjön  ingår i Kiminge älvs huvudavrinningsområde. 